# Татаренко Володимир Борисович
Володимир Борисович Татаренко (народився 27 червня 1956 р. в с. Іванкові Бориспільського району Київської області) — український журналіст, державний службовець, музейник. Заслужений журналіст України, державний службовець 3 рангу. 

## Життєпис
Восени 1956 батьки переїхали до м. Борисполя. Восьмирічну освіту здобув у Бориспільській восьмирічній школі № 2. Після закінчення у 1973 Бориспільської середньої школи № 3 вступив до Київського державного педагогічного інституту імені О. М. Горького (нині — Національний педагогічний університет імені М. П. Драгоманова).
У 1977—1983 працював учителем української мови і літератури Іванківської середньої школи Бориспільського району.
Протягом 1983—1991 — кореспондент, власний кореспондент, спеціальний кореспондент письменницької газети «Літературна Україна», у 1991—1992 був заступником головного редактора газети «Старожитності».
Від 1992 по 2003 працював у Національній радіокомпанії України на посадах редактора, коментатора, заступника головного редактора — завідувача редакції коментаторів та репортерів творчо-виробничого об‘єднання «Всесвітня служба радіомовлення України», заступника директора дирекції мистецьких програм Українського радіо.
Від вересня 1996 Володимир Татаренко є ведучим щотижневої духовно-просвітницької передачі «Благовіст», що виходить в ефір на хвилях Першого каналу Українського радіо. Протягом більш як 20 років брав активну участь у підготовці та проведенні прямих радіотрансляцій з нагоди великих християнських свят і важливих церковно-громадських подій.
З 2003 працює у Секретаріаті Кабінету Міністрів України на посадах заступника завідувача Історико-документального відділу, першого заступника начальника Історико-документального управління, завідувача сектору впровадження технологій консультацій з громадськістю та просвітницької роботи щодо історії урядів України, завідувача сектору з питань історії урядів України.

## Творчість
Брав участь у створенні Музею історії урядів України, підготовці науково-документального видання «Уряди України», книги В. Ю. Дубова «Нариси з історії виконавчої влади України».
Є автором низки публікацій в газеті «Урядовий кур'єр» про найважливіші події з життя Секретаріату Кабінету Міністрів, в тому числі про діяльність Музею історії урядів України.
2023 року у співавторстві з Вольтом Дубовим випустив брошуру «Музей історії урядів України (сторінки становлення та діяльності)».

## Відзнаки
За журналістську діяльність нагороджений
- почесним званням Заслужений журналіст України.
- Почесним дипломом та Почесною грамотою Державного комітету інформаційної політики, телебачення і радіомовлення України,
- кількома грамотами Міністерства оборони України,
- дипломом Національної спілки журналістів України,
- кількома церковними відзнаками,
- Подякою Київського міського голови.

За час роботи в Секретаріаті Кабінету Міністрів України отримав відзнаки:
- дві Почесні грамоти Кабінету Міністрів України,
- Подяка Прем'єр-міністра України
- Почесна грамота Головного управління Державної служби України.